# Дороті Себастіан
До́роті Себа́стіан (англ. Dorothy Sebastian; 26 квітня 1903 — 8 квітня 1957) — американська кіноакторка. Її внесок у кіноіндустрію США відзначений зіркою на Голлівудській алеї слави.

## Життєпис
Народилася і виросла в місті Бірмінгем в штаті Алабама в родині священика і портретистки. Після закінчення школи вступила до університету Алабами, але незабаром кинула навчання заради бажання стати артисткою. Себастіан перебралася в Нью-Йорк, де стала займатися танцями і брати уроки ораторського мистецтва, щоб позбутися південного акценту.
У 1924 році, після низки невдалих спроб, отримала невелику роль в одній з бродвейських п'єс, а роком пізніше дебютувала в кіно. Уклавши п'ятирічної контракт з «MGM», з'явилася у фільмах «Каліфорнія» (1927), «Наші танцюючі дочки» (1928), «Жінка справи» (1928), «Шлюб на зло» (1929) і «Єдиний стандарт» (1929). До завершення контракту з «MGM» так і не домоглася більших ролей, граючи тільки персонажок другого плану.
У 1930 році одружилася з актором Вільямом Бойдом, після чого працювати в кіно стала помітно рідше. Після розлучення в 1936 лише кілька разів з'явилася в кіно, виконавши епізодичну роль у фільмі «Дитя Аризони» (1939).
Ім'я акторки неодноразово фігурувало в ряді судових справ, пов'язаних з її ухиленням від сплати податків, водінням у нетверезому вигляді і розлученням з Бойдом.
У роки Другої світової війни Себастіан працювала рентгенологинею на оборонному заводі, періодично граючи в невеликих театральних постановках. У 1947 році одружилася з бізнесменом Гарольдом Шапіро, з яким була до кінця життя.
Дороті Себастіан померла від раку в будинку акторів кіно і телебачення в Вудленд-Гіллз у квітні 1957, не доживши кількох тижнів до 54-го дня народження. Похована на кладовищі Святого хреста в Калвер-Сіті, штат Каліфорнія.

## Вибрана фільмографія
- 1927 — Острів забутих жінок
- 1927 — На бульварі Зі
- 1928 — Жінка справи
- 1929 — Шлюб на зло
- 1930 — Місяць Монтани